# Choara
Choara là một chi bướm đêm thuộc họ Geometridae.